# Raízen
Raízen S.A. er en brasiliansk energivirksomhed. Virksomheden blev etableret i 2010, som et joint venture mellem sukker, brændstof og ethanol-divsionerne i Cosan og Royal Dutch Shell i Brasilien. De har ca. 35.000 ansatte, og de omsætter årligt for over 20 mia. US $.
Raízen har 7.000 tankstationer under Shell-brandet i Brasilien og Argentina og over 1.000 convenience-butikker. De har 35 ESB (ethanol, sukker og bioenergi) anlæg.